# Orthotrichia suchiara
Orthotrichia suchiara är en nattsländeart som beskrevs av Olah 1989. Orthotrichia suchiara ingår i släktet Orthotrichia och familjen smånattsländor. Inga underarter finns listade i Catalogue of Life.